# Manbuta rhomboidalis
Manbuta rhomboidalis là một loài bướm đêm trong họ Erebidae.